# لیدیا بنت
لیدیا بنت (به انگلیسی: Lydia Bennet) شخصیتی در رمان غرور و تعصب نوشته جین آستن است.

## توضیحات
لیدیا در ابتدای رمان پانزده ساله است و کوچک‌ترین دختر خانواده است. او مورد علاقه مادرش و بسیار بی‌شرم است. در داستان لیدیا بلافاصله به عنوان یک فرد بسیار سطحی نشان داده می‌شود که فقط به ظاهر، محبوبیت، موقعیت و پول اهمیت می‌دهد. در ابتدای رمان لیدیا نقش چندان مهمی ایفا نمی‌کند، اما شخصیت او بلافاصله مشخص می‌شود. الیزابت و پدرش اغلب توسط لیدیا آزرده خاطر می‌شوند و هنگامی که لیدیا توسط همسر سرهنگ فورستر که هنگ را در مریتون رهبری می‌کند دعوت می‌شود تا با فورسترها و هنگ به برایتون برود، الیزابت به پدرش در مورد عواقب آن هشدار می‌دهد. الیزابت متقاعد شده‌است که رفتار عجولانه لیدیا تأثیر بدی بر بقیه اعضای خانواده و به ویژه چشم‌انداز ازدواج خواهران لیدیا دارد. آقای بنت، با این حال، وضعیت را کمتر نگران کننده می‌داند و به لیدیا اجازه می‌دهد تا با فورسترها همراه شود…